# Denis Shapovalov
Denis Shapovalov (rusky: Денис Викторович Шаповалов, Denis Viktorovič Šapovalov, * 15. dubna 1999 Tel Aviv) je kanadský levoruký profesionální tenista ruského původu a vítěz juniorky Wimbledonu 2016. Ve své dosavadní kariéře na okruhu ATP Tour vyhrál tři turnaje ve dvouhře. Na challengerech ATP a okruhu ITF získal šest titulů ve dvouhře a dva ve čtyřhře.
Na žebříčku ATP byl ve dvouhře nejvýše klasifikován v září 2020 na 10. místě a ve čtyřhře pak v únoru téhož roku na 44. místě. Od listopadu 2024 jej trénuje bývalý srbský tenista Janko Tipsarević.
V daviscupovém týmu Kanady debutoval v roce 2016 baráží světové skupiny proti Chile, v níž vyhrál dvouhru nad Christianem Garinem. V únoru 2017 během zápasu s Britem Edmundem byl diskvalifikován. V roce 2022 byl součástí vítězného kanadského týmu. Do září 2025 v soutěži nastoupil k osmnácti mezistátním utkáním s bilancí 14–8 ve dvouhře a 4–3 ve čtyřhře.
V roli dvojky týmu přispěl k vítězství Kanady na ATP Cupu 2022.

## Soukromý život
Shapovalov se narodil v dubnu 1999 v izraelském Tel Avivu do rodiny ruských židů Viktora a tenisové trenérky Tessy Shapovalových. Rodina se odstěhovala do Kanady ještě před jeho prvním rokem života. S tenisem začal v 5 letech. Matka se v místním klubu stala jeho první trenérkou. Později založila ve Vaughanu vlastní tenisové centrum pojmenované Tessa Tennis, aby synovi usnadnila rozvoj kariéry.

## Tenisová kariéra
V rámci hlavních soutěží událostí okruhu ITF debutoval v září 2014, když na turnaji v domácím Torontu s dotací 10 tisíc dolarů obdržel divokou kartu. V úvodním kole podlehl Francouzi Nicolasi Rosenzweigovi. V lednu 2016 se probojoval do finále čtyřhry turnaje ITF v Sunrise na Floridě. O týden později na turnaji ITF ve floridském Westonu získal svůj první titul na profesionální úrovni, když ve finále porazil brazilského tenistu Pedra Sakamota a navíc turnajem prošel bez ztráty setu. Na challengerech ATP se poprvé objevil v 16 letech na turnaji v kanadském Granby, kde jej v 1. kole vyřadil Australan Alex Bolt.
Ve dvouhře okruhu ATP World Tour debutoval v polovině července na turnaji Citi Open 2016 v americkém Washingtonu, D.C., kde dostal od pořadatelů divokou kartu do hlavní soutěže. Hned v úvodu ho však zastavil Lukáš Lacko ze Slovenska, jemuž podlehl ve třech setech. Divokou kartu dostal i následující týden na podnik v domácím prostředí Rogers Cup, kde se dočkal svého prvního vítězství na okruhu ATP, když ve třech setech udolal světovou devatenáctku z Austrálie Nicka Kyrgiose. V následném kole ho však zastavil Grigor Dimitrov z Bulharska, jemuž podlehl po dvou sadách.

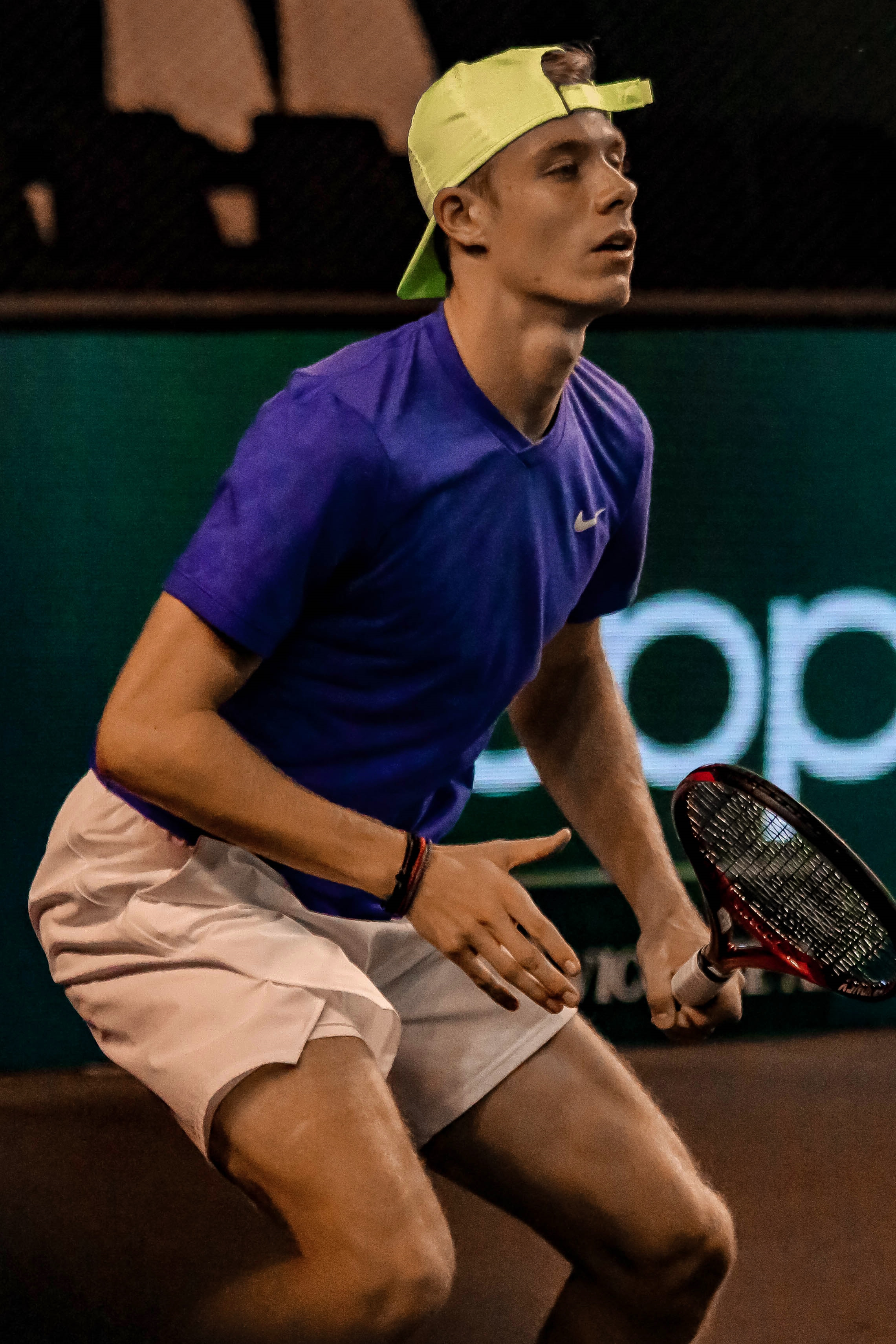
Na Paris Masters 2019

Ve třetím kole montréalského Rogers Cupu 2017, kam mu organizátoři udělili divokou kartu, vyřadil světovou dvojku Rafaela Nadala až v tiebreaku rozhodující sady. V semifinále jej poté zastavil pozdější vítěz Alexander Zverev. Po zvládnuté kvalifikaci US Open 2017, v níž na jeho raketě zůstali Denis Kudla, Gastão Elias a Jan Šátral, prošel do hlavní soutěže newyorského grandslamu. Ve druhém kole přehrál osmého nasazeného Francouze Jo-Wilfrieda Tsongu, aby jej po výhře nad Kylem Edmundem v osmifinále zastavil devatenáctý nasazený Španěl Pablo Carreño Busta po čtyřsetovém průběhu. V 18 letech se tak stal nejmladším účastníkem čtvrtého kola US Open od Michaela Changa a jeho účasti v této fázi roku 1989.
Premiérovou trofej ATP vybojoval ve dvaceti letech na říjnovém Stockholm Open 2019. V prvním kariérním finále zdolal Srba Filipa Krajinoviće po dvousetovém průběhu. Ze sedmi předchozích semifinále odešel vždy poražen. Krajinović nezvládl ani své třetí finále kariéry.

### Diskvalifikace v Davis Cupu 2017
Druhý start v kanadském reprezentačním týmu zaznamenal v únorovém prvním kole světové skupiny Davis Cupu 2017 proti Velké Británii. Úvodní páteční dvouhru s Danielem Evansem prohrál ve třech setech. V neděli pak nastoupil do závěrečného a rozhodujícího singlu, za stavu 2–2 na zápasy, proti Kylemu Edmundovi. Po ztrátách prvních dvou sad nastřelil ve třetí hlavního francouzského rozhodčího utkání Arnauda Gabase míčem do oka, když jej po vyndání z kapsy frustrovaný odpálil. Následkem toho byl diskvalifikován, čímž třetí postupový bod připadl Britům.

## Trenérské vedení
- Martin Laurendeau (od 2017)[17]
- Rob Steckley (2018)[18]
- Adriano Fuorivia (do 2016, od 2019)[19]
- Michail Južnyj (od 2019)[20]
- Jamie Delgado (2021–2022)[21]
- Peter Polansky (od 2022)[22]
- Janko Tipsarević (od 2024)[23]

## Ceny
- 2017: ATP – Hvězda zítřka[24]
- 2017: ATP – hráč s největším zlepšením[24]
- 2017: Mužský kanadský tenista roku[25]

## Finále na okruhu ATP Tour
| Legenda                       |
| D – dvouhra; Č – čtyřhra      |
| Grand Slam (0)                |
| Turnaj mistrů (0)             |
| ATP Tour Masters 1000 (0–1 D) |
| ATP Tour 500 (1–1 D)          |
| ATP Tour 250 (2–3 D; 0–2 Č)   |

### Dvouhra: 8 (3–5)
| Stav      | č. | datum             | turnaj                | kategorie    | povrch    | soupeř ve finále | výsledek      |
| --------- | -- | ----------------- | --------------------- | ------------ | --------- | ---------------- | ------------- |
| Vítěz     | 1. | 20. října 2019    | Stockholm, Švédsko    | ATP 250      | tvrdý (h) | Filip Krajinović | 6–4, 6–4      |
| Finalista | 1. | 3. listopadu 2019 | Paříž, Francie        | Masters 1000 | tvrdý (h) | Novak Djoković   | 3–6, 4–6      |
| Finalista | 2. | 22. května 2021   | Ženeva, Švýcarsko     | ATP 250      | antuka    | Casper Ruud      | 6–7(6–8), 4–6 |
| Finalista | 3. | listopad 2021     | Stockholm, Švédsko    | ATP 250      | tvrdý (h) | Tommy Paul       | 4–6, 6–2, 4–6 |
| Finalista | 4. | 2. října 2022     | Soul, Jižní Korea     | ATP 250      | tvrdý     | Jošihito Nišioka | 4–6, 6–7(5–7) |
| Finalista | 5. | 30. října 2022    | Vídeň, Rakousko       | ATP 500      | tvrdý (h) | Daniil Medveděv  | 6–4, 3–6, 2–6 |
| Vítěz     | 2. | 9. listopadu 2024 | Bělehrad, Srbsko      | ATP 250      | tvrdý (h) | Hamad Medjedović | 6–4, 6–4      |
| Vítěz     | 3. | 9. února 2025     | Dallas, Spojené státy | ATP 500      | tvrdý (h) | Casper Ruud      | 7–6(7–5), 6–3 |

### Čtyřhra: 2 (0–2)
| Stav      | č. | datum           | turnaj             | kategorie | povrch | spoluhráč     | soupeři ve finále           | výsledek      |
| --------- | -- | --------------- | ------------------ | --------- | ------ | ------------- | --------------------------- | ------------- |
| Finalista | 1. | 16. června 2019 | Stuttgart, Německo | ATP 250   | tráva  | Rohan Bopanna | John Peers Bruno Soares     | 5–7, 3–6      |
| Finalista | 2. | únor 2022       | Dauhá, Katar       | ATP 250   | tvrdý  | Rohan Bopanna | Wesley Koolhof Neal Skupski | 6–7(4–7), 1–6 |

## Finále soutěží družstev: 3 (2–1)
| Stav      | č. | soutěž                                                                         | spoluhráči                                                          | soupeři ve finále                                                                                  | výsledek |
| --------- | -- | ------------------------------------------------------------------------------ | ------------------------------------------------------------------- | -------------------------------------------------------------------------------------------------- | -------- |
| Finalista | 1. | Davis Cup 18.–24. listopadu 2019 Madrid, Španělsko tvrdý (h), Caja Mágica      | Félix Auger-Aliassime Vasek Pospisil Brayden Schnur                 | Španělsko                                                                                          | 0–2      |
| Finalista | 1. | Davis Cup 18.–24. listopadu 2019 Madrid, Španělsko tvrdý (h), Caja Mágica      | Félix Auger-Aliassime Vasek Pospisil Brayden Schnur                 | Rafael Nadal Roberto Bautista Agut Feliciano López Pablo Carreño Busta Marcel Granollers           | 0–2      |
| Vítěz     | 1. | ATP Cup 2022 9. ledna 2022 Sydney, Austrálie tvrdý, Ken Rosewall Arena         | Félix Auger-Aliassime Brayden Schnur Steven Diez                    | Španělsko                                                                                          | 2–0      |
| Vítěz     | 1. | ATP Cup 2022 9. ledna 2022 Sydney, Austrálie tvrdý, Ken Rosewall Arena         | Félix Auger-Aliassime Brayden Schnur Steven Diez                    | Roberto Bautista Agut Pablo Carreño Busta Albert Ramos-Viñolas A. Davidovich Fokina Pedro Martínez | 2–0      |
| Vítěz     | 2. | Davis Cup 27. listopadu 2022 Malaga, Španělsko tvrdý (h), Martin Carpena Arena | Félix Auger-Aliassim Vasek Pospisil Alexis Galarneau Gabriel Diallo | Austrálie                                                                                          | 2–0      |
| Vítěz     | 2. | Davis Cup 27. listopadu 2022 Malaga, Španělsko tvrdý (h), Martin Carpena Arena | Félix Auger-Aliassim Vasek Pospisil Alexis Galarneau Gabriel Diallo | Alex de Minaur Jordan Thompson Thanasi Kokkinakis Max Purcell Matthew Ebden                        | 2–0      |

## Finále na challengerech ATP a okruhu Futures
| Legenda                |
| ---------------------- |
| Challengery (2–1 D)    |
| Futures (4–0 D; 2–1 Č) |

### Dvouhra: 7 (6–1)
| Stav      | č. | datum             | turnaj                     | povrch    | soupeř ve finále  | výsledek           |
| --------- | -- | ----------------- | -------------------------- | --------- | ----------------- | ------------------ |
| Vítěz     | 1. | 31. ledna 2016    | Weston, Spojené státy      | antuka    | Pedro Sakamoto    | 7–6(7–2), 6–3      |
| Vítěz     | 2. | 10. dubna 2016    | Memphis, Spojené státy     | tvrdý     | Tennys Sandgren   | 7–6(7–4), 7–6(7–4) |
| Vítěz     | 3. | 24. dubna 2016    | Orange Park, Spojené státy | antuka    | Miomir Kecmanović | 7–5, 2–6, 7–6(8–6) |
| Vítěz     | 4. | 5. března 2017    | Gatineau, Kanada           | tvrdý (h) | Gleb Sakharov     | 6–2, 6–4           |
| Vítěz     | 1. | 19. března 2017   | Drummondville, Kanada      | tvrdý (h) | Ruben Bemelmans   | 6–3, 6–2           |
| Finalista | 1. | 26. března 2017   | Guadalajara, Mexiko        | tvrdý     | Mirza Bašić       | 4–6, 4–6           |
| Vítěz     | 6. | 23. července 2017 | Gatineau, Kanada           | tvrdý     | Peter Polansky    | 6–1, 3–6, 6–3      |

### Čtyřhra: 3 (2–1)
| Stav      | č. | datum              | turnaj                     | povrch | spoluhráč  | soupeři ve finále             | výsledek |
| --------- | -- | ------------------ | -------------------------- | ------ | ---------- | ----------------------------- | -------- |
| Vítěz     | 1. | 21. listopadu 2015 | Pensacola, Spojené státy   | antuka | Péter Nagy | Christopher Ephron Bruno Savi | 6–3, 6–2 |
| Finalista | 1. | 24. ledna 2016     | Sunrise, Spojené státy     | antuka | Péter Nagy | Isak Arvidsson Kaiči Učida    | 4–6, 4–6 |
| Vítěz     | 2. | 23. dubna 2016     | Orange Park, Spojené státy | antuka | Péter Nagy | Ruben Gonzales Dennis Nevolo  | 6–2, 6–3 |

## Finále na juniorském Grand Slamu

### Dvouhra: 1 (1–0)
| Stav  | rok  | turnaj    | povrch | soupeř ve finále | výsledek      |
| ----- | ---- | --------- | ------ | ---------------- | ------------- |
| Vítěz | 2016 | Wimbledon | tráva  | Alex de Minaur   | 4–6, 6–1, 6–3 |

### Čtyřhra: 2 (1–1)
| Stav      | rok  | turnaj    | povrch | spoluhráč             | soupeři ve finále                 | výsledek      |
| --------- | ---- | --------- | ------ | --------------------- | --------------------------------- | ------------- |
| Vítěz     | 2015 | US Open   | tvrdý  | Félix Auger-Aliassime | Brandon Holt Riley Smith          | 7–5, 7–6(7–3) |
| Finalista | 2016 | Wimbledon | tráva  | Félix Auger-Aliassime | Kenneth Raisma Stefanos Tsitsipas | 6–4, 4–6, 2–6 |

## Postavení na konečném žebříčku ATP

### Dvouhra
| Rok    | 2015  | 2016   | 2017  | 2018  | 2019  | 2020  | 2021  | 2022  | 2023   | 2024  |
| Pořadí | 1162. | ▲ 250. | ▲ 51. | ▲ 27. | ▲ 15. | ▲ 12. | ▼ 14. | ▼ 18. | ▼ 109. | ▲ 56. |

### Čtyřhra
| Rok    | 2015 | 2016   | 2017   | 2018   | 2019  | 2020  | 2021  | 2022  | 2023   | 2024   |
| Pořadí | 874. | ▲ 552. | ▼ 758. | ▲ 399. | ▲ 50. | ▲ 49. | ▼ 83. | ▲ 75. | ▼ 191. | ▼ 339. |